# Fortuna (film 2020)
Fortuna è un film del 2020 diretto da Nicolangelo Gelormini.

## Trama
Nancy è una bambina timida che vive con la madre in un palazzo di periferia. Da un po' di tempo la bambina non parla, motivo per cui la madre la porta da Gina, una psicologa che però si rivelerà essere distratta. La bambina non si riconosce più col nome con cui la chiamano. Le uniche persone con cui parla sono i suoi migliori amici Anna e Nicola che la chiamano Fortuna. Solo con loro riesce a condividere un grosso e terribile segreto e molto difficile da raccontare.

## Distribuzione
Il film stato presentato nella Selezione ufficiale alla 15ª Festa del Cinema di Roma ed è stato distribuito a partire dal 27 maggio 2021 da I Wonder Pictures.

## Accoglienza
Il film ha riscosso l'interesse dalla critica internazionale.
Adam Mars-Jones lo ha definito su TLC : "...An highly impressive debut film. (...) A puzzle picture in which competing realities overlap on supersede each other, fit company for, say, Donnie Darko or David Lynch's Lost Highway, but infinitely cooler in tone".
Guy Lodge ha scritto sul The Guardian: "...Fortuna, an eerie, fragmented sort of child's-eye horror film, in which first-time director (and former architect) Nicolangelo Gelormini shows auspicious, angular style".

## Riconoscimenti
- Festa del Cinema di Roma
  - 2020 – Selezione ufficiale[4]
- Tallinn Black Night Film Festival
  - 2020 – First Feature Competition[5]
- Nastri d'argento
  - 2021 – Candidatura Miglior attrice protagonista per Valeria Golino
  - 2021 – Candidatura Miglior attrice non protagonista per Pina Turco
- Ciak d'oro
  - 2021 – Candidatura Miglior opera prima per Nicolangelo Gelormini
- Globi d'oro
  - 2021 – Candidatura giovane promessa per Cristina Magnotti[6]
- Festival del cinema di Stoccolma
  - 2021 – Vincitore Best Film Bronze Horse categoria 11-19 anni[7]